# Лопушня
Вижте пояснителната страница за други значения на Лопушна.
Лопушня е село в Западна България. То се намира в община Годеч, Софийска област. Място, недалеч от големия град, и същевременно диво и запазено от човешка намеса. Намира се в долина в полите на Чепън планина.

## География
Село Лопушня се намира в планински район, срещу северния склон на Чепън планина, на 48 km от столицата София. Климатът на селото, заобиколено от борова гора, има много добро влияние върху хора, страдащи от сърдечно-съдови заболявания.
В подножието на селото преминава поток, вливащ се в река Нишава при град Годеч.

## Културни и природни забележителности
В близост до селото има два манастира: изоставеният Маломаловски манастир „Св. Никола“ по билото на Чепън планина и стопанисваният Шумски манастир „Свети Архангел Михаил“, близо до махала Рекето.

## Други
В село Лопушня се намира и школа по конна стрелба с лък „Пътя на коня и лъка“ 